# Những kẻ sống sót
Những kẻ sống sót (tựa gốc: Left Behind) là một bộ phim tận thế giật gân của Mỹ năm 2014 do Vic Armstrong, với kịch bản viết bởi Paul LaLonde và John Patus. Dựa trên tiểu thuyết cùng tên của Tim LaHaye và Jerry B. Jenkins, phim có sự tham gia của Nicolas Cage, Chad Michael Murray, Cassi Thomson, Nicky Whelan và Jordin Sparks.

## Vai diễn
- Nicolas Cage as Rayford Steele[5]
- Chad Michael Murray as Cameron "Buck" Williams[6]
- Cassi Thomson as Chloe Steele[7]
- Nicky Whelan as Hattie Durham
- Jordin Sparks as Shasta Carvell
- Lea Thompson as Irene Steele
- Lance E. Nichols as Pastor Bruce Barnes
- William Ragsdale as Chris Smith
- Martin Klebba as Melvin Weir
- Quinton Aaron as Simon
- Judd Lormand as Jim
- Stephanie Honore as Kimmy
- Gary Grubbs as Dennis
- Georgina Rawlings as Venice Baxter
- Sam Velasquez as Stan Marsh
- Lolo Jones as Lori
- Han Soto as Edwin
- Major Dodson as Rayford "Raymie" Steele, Jr.
- Alec Rayme as Hassid